# Aeroporto de Concórdia
O Aeroporto Municipal de Concórdia - Olavo Cecco Rigon é um aeroporto civil público brasileiro que serve ao município de Concórdia, no estado de Santa Catarina. Conta com uma pista sinalizada de asfalto, com 1480 metros de extensão.

## Melhorias no aeroporto
As melhorias incluem iluminação, balizamento e pintura da pista de pouso, assim como instalação do Papi (equipamento que orienta aeronaves no momento do pouso), reforma do terminal de passageiros, instalação de birutas e ampliação do estacionamento do aeroporto. O benefício é para toda a região, pois receber a linha aérea regular facilitará a chegada de novas empresas e a vida dos empresários e passageiros em geral.[carece de fontes?]